# Менденголл (Міссісіпі)
Менденголл (англ. Mendenhall) — місто (англ. city) в США, в окрузі Сімпсон штату Міссісіпі. Населення — 2199 осіб (2020).

## Географія
Менденголл розташований за координатами 31°57′39″ пн. ш. 89°52′10″ зх. д. / 31.96083° пн. ш. 89.86944° зх. д. (31.960700, -89.869483).  За даними Бюро перепису населення США в 2010 році місто мало площу 13,89 км², з яких 13,85 км² — суходіл та 0,03 км² — водойми.

## Демографія
Згідно з переписом 2010 року, у місті мешкали 2504 особи в 942 домогосподарствах у складі 660 родин. Густота населення становила 180 осіб/км².  Було 1097 помешкань (79/км²).
Расовий склад населення:
| - 65,9 % — білих - 32,3 % — чорних або афроамериканців - 0,3 % — азіатів - 0,1 % — корінних американців |

До двох чи більше рас належало 1,2 %. Частка іспаномовних становила 0,8 % від усіх жителів.
За віковим діапазоном населення розподілялося таким чином: 25,9 % — особи молодші 18 років, 56,4 % — особи у віці 18—64 років, 17,7 % — особи у віці 65 років та старші. Медіана віку мешканця становила 37,9 року. На 100 осіб жіночої статі у місті припадало 85,9 чоловіків;  на 100 жінок у віці від 18 років та старших — 78,2 чоловіків також старших 18 років.
Середній дохід на одне домашнє господарство  становив 43 270 доларів США (медіана — 33 125), а середній дохід на одну сім'ю — 50 406 доларів (медіана — 37 165). За межею бідності перебувало 24,8 % осіб, у тому числі 45,9 % дітей у віці до 18 років та 19,7 % осіб у віці 65 років та старших.
Цивільне працевлаштоване населення становило 817 осіб. Основні галузі зайнятості: освіта, охорона здоров'я та соціальна допомога — 30,7 %, роздрібна торгівля — 14,1 %, будівництво — 10,9 %, фінанси, страхування та нерухомість — 8,6 %.